# 周志浩
周志浩，（1960年5月18日—）臺灣牙醫師，現任中華民國衛生福利部常務次長。曾任衛生福利部疾病管制署署長，畢業於台北醫學院牙醫學系，台大公共衛生研究所碩士，柏克萊大學生物醫學研究所碩士。

## 生平
1960年出生，原是牙醫師，從台北醫學院（台北醫學大學前身）牙醫系畢業後，在中南部地區（彰化與高雄）累積了3年臨床經驗後，因不想僅侷限在牙醫工作台上，於是主動接受衛生署（衛生福利部前身）的訓練，北上受訓。
於台北受訓服務的期間，身旁的同事為了晉級，大都認真準備高考，心想反正都是學習，於是跟著準備，結果一次上榜，為當年衛生行政高考榜首。
首個分發單位為前衛生署防疫處（科員），在28歲時於檢疫總所陞任科長，於檢疫總所期間，受時任所長吳聰能支持，公費出國赴美柏克萊大學生化研究所進修。
爾後，自覺公務經歷尚不足夠，故自請調任台北市衛生局技術室擔任主任，後來，陞任台北縣衛生局副局長及局長，並於局長任內遭逢SARS疫情（時任副局長為許銘能）。
SARS後，調任疾病管制局（CDC)擔任副局長，任職13年後，於2016年打破空降模式，成為首位CDC基層出身之署長，其任職CDC署長期間，遭遇多次疫情風波，例如催注600萬劑流感疫苗接種、流感疫苗瑕疵事件、空服員麻疹疫情及COVID-19疫情。
因其因應COVID-19 疫情有功（督導疫苗採購等），於2023年陞任衛生福利部常務次長。

## 榮譽

### 中華民國勳章獎章
- 三等景星勳章（2024年5月14日於總統府頒授）[2]